# 2020年東京パラリンピックの車いすテニス競技
2020年東京パラリンピックの車いすテニス競技（2020ねんとうきょうパラリンピックのくるまいすテニスきょうぎ）は、2021年8月27日から2021年9月4日に行われた2020年東京パラリンピックの車いすテニス競技。会場は有明テニスの森。

## 競技概要

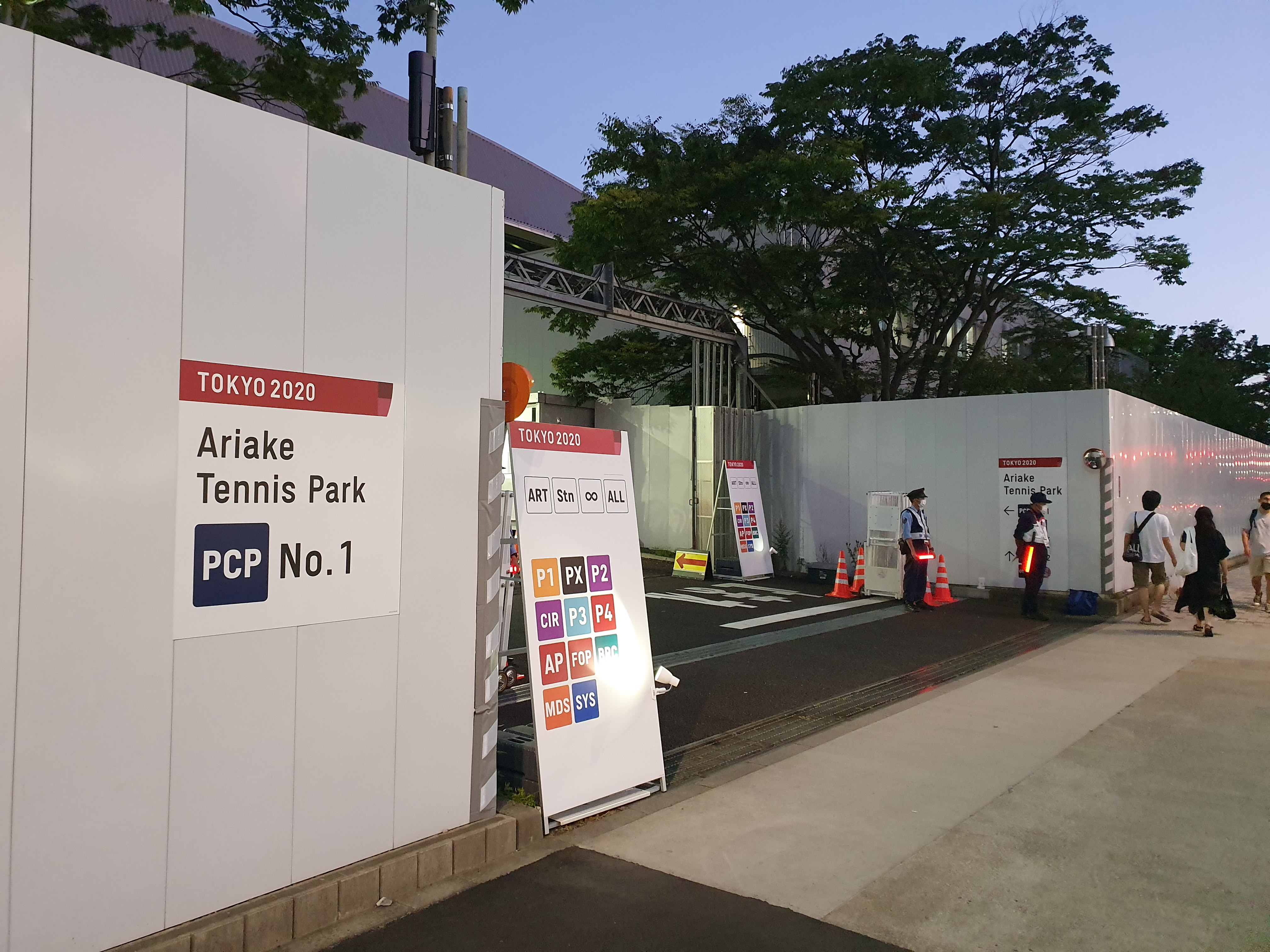
会場の入口

国際テニス連盟（ITF）管轄。コートサーフェスは屋外ハード（デコターフ）。全ての試合コートにおいて、電子ラインコールが利用可能。

## 参加国・選手数
出場選手は2017年から2020年の間にワールドチームカップで原則として3回（条件によっては2回）以上の代表歴が必要となる。
シングルスは、2021年6月7日時点でのITF車いすランキングの上位選手が出場できるが、1カ国につき男女それぞれ最大4名と定められている。これに加えて2018年アジアパラ競技大会、2019年パラパンアメリカン競技大会でそれぞれ1枠。その他特別招待枠もある。

## 競技結果
| 種目               | 金                                                      | 銀                                                             | 銅                                                     |
| ------------------ | ------------------------------------------------------- | -------------------------------------------------------------- | ------------------------------------------------------ |
| 男子シングルス     | 国枝慎吾 · 日本 (JPN)                                   | トム・エフベリンク · オランダ (NED)                            | ゴードン・リード · イギリス (GBR)                      |
| 女子シングルス     | ディーデ・デ フロート · オランダ (NED)                  | 上地結衣 · 日本 (JPN)                                          | ジョーダン・ホワイリー · イギリス (GBR)                |
| 男子ダブルス       | フランス · ステファン・ウデ · ニコラ・パイファー        | イギリス · アルフィー・ヒューエット · ゴードン・リード         | オランダ · トム・エフベリンク · マイケル・スヘファース |
| 女子ダブルス       | オランダ · ディーデ・デフロート · アニク・ファン クート | イギリス · ルーシー・シュカー · ジョーダン・ホワイリー         | 日本 · 上地結衣 · 大谷桃子                             |
| クアードシングルス | ディラン・アルコット · オーストラリア (AUS)             | サム・スローダー · オランダ (NED)                              | ニールス・フィンク · オランダ (NED)                    |
| クアードダブルス   | オランダ · サム・スローダー · ニールス・フィンク        | オーストラリア · ディラン・アルコット · ヒース・デービッドソン | 日本 · 諸石光照 · 菅野浩二                             |